# Okyselování oceánů

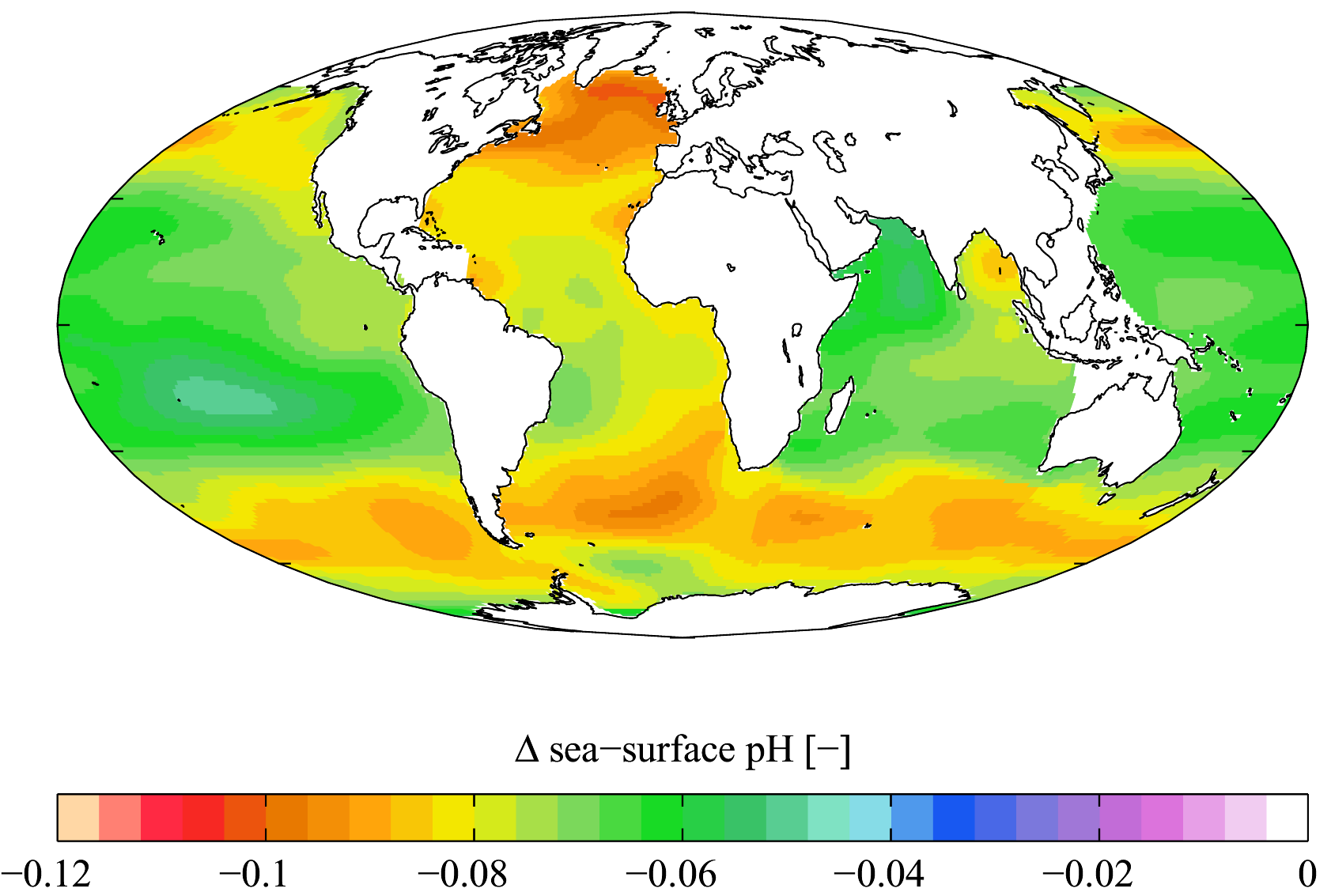
Změny pH povrchové vrstvy moří způsobeně člověkem vypouštěným oxidem uhličitým mezi lety 1700 a 1990

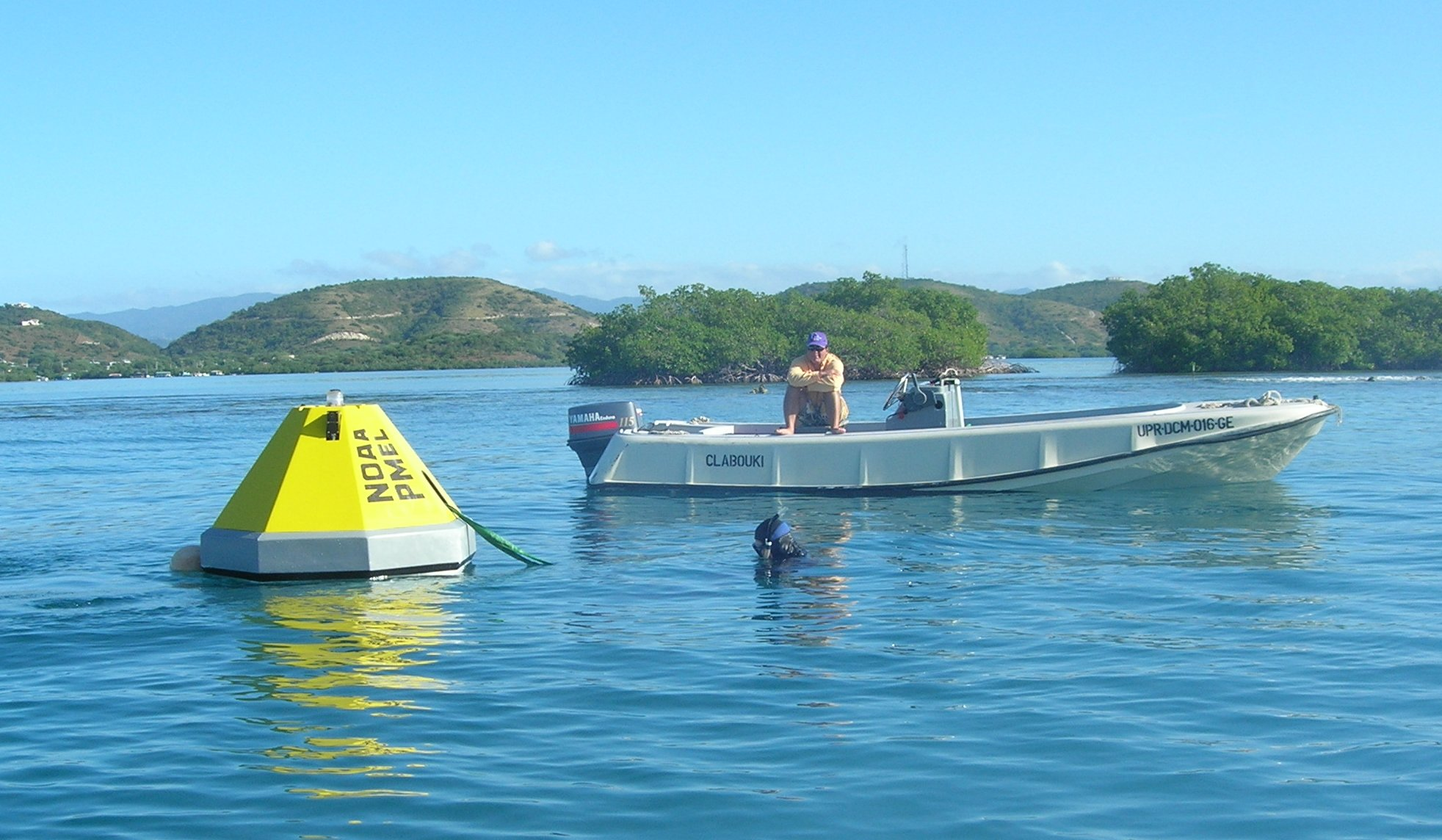
Speciální bóje sledující pH mořské vody pro U.S. National Oceanic and Atmospheric Administration

Okyselování oceánů je proces, který zvyšuje kyselost vody v zemských oceánech. Jedná se o pokračující pokles pH oceánů způsobený rozpouštěním přebytku oxidu uhličitého (CO2) z atmosféry. Hlavní příčinou okyselování oceánů je spalování fosilních paliv. Mořská voda má v současnosti mírně zásaditý charakter (přibližně pH 8) a okyselení oceánů znamená posun směrem k neutrálním hodnotám pH (pH 7). Odhady uvádějí, že 30–40 % oxidu uhličitého vytvořeného lidskou aktivitou, který je vyloučen do atmosféry, se následně rozpustí v oceánech, řekách a jezerech. Aby byla dosažena chemická rovnováha, dochází k reakci mezi CO2 a vodou, která má za následek vznik kyseliny uhličité. Některé molekuly kyseliny uhličité se následně separují na bikarbonátové ionty a vodíkové ionty, čímž se zvyšuje kyselost oceánu.
Mezi léty 1751 a 1996 se pravděpodobně snížilo pH povrchových oceánů z přibližně 8,25 na 8,14, což představuje nárůst koncentrace H+ iontů ve světových oceánech o téměř 35 %. Vědci také dochází k závěrům, že v posledních 10 letech překročila kyselost oceánu historickou analogii a v kombinaci s jinými biogeochemickými změnami oceánu by mohlo dojít k zásadnímu narušení fungování mořských ekosystémů.
Zvyšující se kyselost má řadu potenciálně škodlivých důsledků pro mořské organismy. Jedná se převážně o změny metabolismu a imunity jednotlivých organismů žijících pod hladinou moře. Tím, že se zvyšuje přítomnost volných vodíkových iontů, tak nově vytvořená kyselina uhličitá, která se tvoří v oceánech v důsledku nárůstu kyselosti, přispívá k vytvoření většího množství hydrogenuhličitanových aniontů z uhličitanových aniontů. Snížení množství uhličitanových iontů může velmi zkomplikovat vznik nových vodních kalcifikujících organismů jako jsou například korály.
Pokračující okyselení oceánu může ohrozit potravní řetězce propojené s oceány. K tomuto problému vydalo společné prohlášení 105 vědeckých akademií a doporučilo, aby do roku 2050 byly celosvětové emise CO2 sníženy alespoň o 50 % ve srovnání s rokem 1990.
Zatímco probíhající okyselení oceánu je jev do značné míry antropogenní, k podobným procesům docházelo i v dávné minulosti. Nejpozoruhodnější příklad nastal přibližně před 56 miliony let, kdy do oceánu a atmosféry vstoupilo obrovské množství uhlíku. To vedlo k rozpuštění uhličitanových sedimentů ve všech oceánech.

## Historie
Historicky je téma okyselování oceánů možné zařadit hlavně do počátku 21. století. Zásadním mezníkem byla konference v Paříži v roce 2004, kdy se prvně projednávalo téma oceánů s vysokým obsahem CO2. Před tímto datem se pochopitelně o okyselování oceánů také mluvilo, ale velmi okrajově. Pozornost vědců se upírala jinými směry, takže i pokud se jedná o výzkumné práce, tak je výběr značně omezen. Ovšem převážně v posledních 10 letech zažila tato problematika obrovský boom. Prvně byl důraz kladen zejména na technické aspekty této problematiky a hlavní cíl byl kvantifikovat chemické složení oceánů a odhalit podstatu změn. Skutečnost, že tento fenomén postupně vnímá širší skupina veřejnosti, zapříčinila, že dochází k úpravě výzkumných metod a postupů. První závěry shodně uváděly, že okyselování oceánu už trvá několik desetiletí a zásadně ohrožuje životní prostředí.
Přestože je popisován relativně nový fenomén, pro úspěšné pochopení a popsání se musíme přesunout na počátek 20. století. Přesně do roku 1909, kdy dánský biochemik S. P. L. Sørensen zavedl pH stupnici. Tato stupnice udává číslo, kterým se vyjadřuje, zda vodný roztok reaguje kysele nebo naopak zásaditě. Jedná se o logaritmickou stupnici s rozsahem hodnot od 0 do 14. Naprostá většina vodných roztoků nabývá konkrétní hodnotu ze stupnice. Destilovaná voda, tedy chemicky čistá voda, má při standardních podmínkách pH 7. Čím více je voda kyselejší, tím má pH nižší hodnoty a naopak, v případě pH > 7 se jedná o zásady, které s jsou rostoucím číslem silnější.

## Koloběh a toky uhlíku
V případě koloběhu se jedná o biogeochemický cyklus, při kterém je uhlík jako základní stavební kámen veškerých organických sloučenin ustáleným procesem vyměňován mezi biosférou, litosférou, hydrosférou a atmosférou, aniž by se měnily jeho úhrny v těchto zásobnících. Lidské činnosti, jako je spalování fosilních paliv nebo změny využívání půdy, vedly k novému toku CO2 do atmosféry, který charakter koloběhu nemá - jen ubírá uhlíku ze sedimentů a přidává jej do ovzduší, odkud se část uloží do zvětšené hmotnosti lesů a právě též do moří.
Uhlíkový cyklus zahrnuje organické sloučeniny, celulózu a také anorganické sloučeniny uhlíku, jako je oxid uhličitý. Anorganické sloučeniny jsou v tomto procesu obzvláště důležité, protože zahrnují mnoho forem rozpuštěného CO2 v oceánech a právě toto je velmi důležité téma v kontextu okyselování oceánů. Když se CO2 rozpouští, tak reaguje s vodou a vytváří rovnováhu iontových a neiontových chemických látek. Jedná se o látky CO2(aq), kyselinu uhličitou (H2CO3), hydrogenuhličitany (HCO3−) a uhličitany (CO2−3). Poměr těchto jednotlivých druhů závisí na faktorech, jako je teplota mořské vody, tlak, slanost a pH. Tyto různé formy rozpuštěného anorganického uhlíku jsou přenášeny z povrchu oceánu do větších hloubek, kde se některé usazují.
Odolnost oceánů vůči absorbování atmosférického CO2 je známa pod odborným termínem Revellův faktor. Ten udává rozložení CO2 mezi atmosférou a oceánem. Měří množství CO2, které je možné rozpustit v povrchové vrstvě. Tento termín je pojmenován po oceánografovi Rogerovi Revellovi, který byl jedním z prvních vědců, kteří studovali globální oteplování.

## Okyselování
Rozpuštění CO2 v mořské vodě zvyšuje koncentraci vodíkových iontů (H+) v oceánu a tím se snižuje pH oceánu. Tento proces ilustruje následující vzorec:
Odhaduje se, že od období industriální revoluce došlo na hladině oceánu k poklesu většímu než 0,1 jednotek v logaritmickém měřítku pH, což představuje nárůst přibližně 29 % H+. Očekává se pokles o dalších 0,3 až 0,5 pH jednotek do roku 2100.[zdroj?] To nejvíce zasáhne korálové útesy a ekosystém Jižního oceánu. Není vyloučeno, že se tempo těchto změn ještě urychlí. Tato úroveň změny oceánu bude velmi záviset na tom, jakým tempem bude docházet ke snižování emisí.
Přestože se největší změny teprve očekávají, tak zpráva NOAA (Národní úřad pro oceán a atmosféru) prokázala, že mořská voda v oblasti kontinentálního šelfu Severní Ameriky již zásadně mění svůj charakter. Kontinentální šelfy hrají důležitou roli pro mořské ekosystémy, neboť většina mořských organismů žije nebo se vyskytuje právě zde. Protože se studie týkala pouze oblasti od Vancouveru po severní Mexiko, tak není možné výsledky přesně aplikovat do světového kontextu, nicméně autoři této studie jsou přesvědčeni, že výsledky budou všude podobné.
Vývoj okyselování oceánů ilustruje následující tabulka:[nenalezeno v uvedeném zdroji]
| období                                | pH    | změna pH od 18. století | nárůst koncentrace H+ od 18. století |
| Pre-industriální období (18. století) | 8,179 |                         |                                      |
| Nedávná minulost (1990)               | 8,104 | -0,075                  | 18,9%                                |
| Současnost                            | 8,069 | -0,11                   | 28,8%                                |
| Rok 2050                              | 7,949 | -0,23                   | 69,8%                                |
| Rok 2100                              | 7,824 | -0,355                  | 126,5%                               |

## Možné dopady
I když přirozená schopnost světových oceánů absorbovat CO2 pomáhá zmirňovat klimatické účinky antropogenních emisí, předpokládá se, že výsledné snížení pH bude mít negativní důsledky, zejména pro organismy žijící v oceánech. Ty pokrývají potravinový řetězec od autotrofie přes heterotrofii a zahrnují organismy jako kokolitky (řasy), korály, dírkonošce nebo korýše. Pro řasy (primární producenty) a plže může mít okyselování pozitivní vliv. Právě pokud tyto organismy budou vystaveny zvýšené koncentraci CO2, může dojít až k jeho rozpadu.
Zkoušely se také experimenty, které snižovaly pH o 0,2 a 0,4. Experimentu byly například podrobeny mořské hvězdice, kterých méně než 0,1 % přežilo více než 8 dní. Existují také experimenty, že redukce množství řas způsobená změnou pH může mít vedlejší účinky na klima, konkrétně na globální oteplování. Dojde ke snížení míry odrazivosti země prostřednictvím jejich vlivu na oceány. Všechny mořské ekosystémy budou vystaveny změnám v okyselení.
Okyselování oceánů může také zásadně poškodit ekonomiky konkrétních přímořských oblastí závislých na cestovním ruchu a také může ovlivnit způsob života původního obyvatelstva, které žije například v oblasti Tichého oceánu. Hlavním pilířem cestovního ruchu bývá sportovní rybolov, přičemž jak bylo výše zmíněno, v této oblasti hrozí zhroucení potravinových řetězců, na nichž jsou závislé ryby, které se loví jako trofeje. Nehledě na skutečnost, že pokles cestovního ruchu ohrožuje jednotlivé ekonomiky, které bývají stále více závislé na těchto penězích. Tempo, kterým dochází ke snížení rozmanitosti a celkové masy mořského života, do značné míry ovlivňuje stravu původních obyvatel, která je závislá na oceánech.

## Korálové útesy
V polovině 90. let se začaly řešit pravděpodobné dopady CO2, jehož koncentrace stoupala velkou rychlostí a pH se nápadně začalo měnit. V této době byla vědecká debata hlavně zaměřena na to, zdali korálové útesy s jejich současnou kombinací akumulace uhličitanů a produkcí organických látek sloužily jako zdroj nebo pohlcovač CO2. Nakonec převládl názor, že korálové útesy představují zdroj CO2.
V dnešní době je obecně známo, že korálové útesy umírají. Za tím stojí těžba korálů, znečištění organickými a anorganickými látkami proudícími kanalizací z měst, nebo také nadměrný rybolov. Ovšem hrozby, které nelze opomenout, jsou také nárůst hladiny moře a hlavně změna pH oceánů, které jsou úzce propojeny se skleníkovými plyny. Studie, která byla zveřejněná v roce 2013, uvedla, že znečištěné ovzduší zásadně potlačuje růst korálových útesů. Vědci z Austrálie, Panamy a Velké Británie pracovali s korálovými záznamy od roku 1880 až do 2000 z oblasti Karibiku. Spalování uhlí a emise vyprodukované sektorem dopravy byly uvedeny jako klíčové, které se podílejí na vymírání korálových útesů.
Obecné odhady ukazují, že přibližně 10 % světových korálových útesů je již mrtvých. Okolo 60 % světových útesů je ohroženo aktivitami spojenými s lidskou činností. Největší hrozba pro útesy panuje v oblasti jihovýchodní Asie, kde je ohroženo až 95 % všech korálových útesů. Jasnou příčinou tohoto faktu je extrémní znečištění, které zde panuje. Přibližně do 30. let tohoto století se očekává, že 90 % útesů bude ovlivněno jak přímou lidskou činností, tak také změnou klimatu. Do roku 2050 se pak bude jednat o všechny korálové útesy na světě.
Okyselování oceánů však nemá vliv na chování ryb v korálových útesech.